# بريد (وحدة طول)
البريد لغة هي كلمة فارسية يراد بها في الأصل البغل وأصلها بريد دم أي محذوف الذنب، لأن بغال البريد كانت محذوفة الأذناب كالعلامة لها، ثم سمى الرسول الذي يركبه بريدا, والمسافة بين السكنين بريدا.

## مقدار البريد
اتفق العلماء أن البريد أربعة فراسخ.
وعليه فيكون قدر البريد على التفصيل التالي:
- عند الحنفية والمالكية 22260 متر.
- وعند الحنابلة والشافعية: 44250 متر.

## المصدر
- كتاب حقيقة الدينار والدرهم والصاع والمد لأبي العباس أحمد العزفي السبتي.
- علي جمعة المكاييل والموازين الشرعية.